# Phyllanthus palauensis
Phyllanthus palauensis är en emblikaväxtart som beskrevs av Takahide Hosokawa. Phyllanthus palauensis ingår i släktet Phyllanthus och familjen emblikaväxter. Inga underarter finns listade i Catalogue of Life.